# Maria Koroleva
Maria Koroleva (en russe : Мария Викторовна Королева), née le 16 octobre 1974 à Tcheliabinsk, est une joueuse de water-polo internationale russe. Elle remporte la médaille de bronze lors Jeux olympiques d'été de 2000 avec l'équipe de Russie.

## Palmarès

### En sélection
- Russie
  - Jeux olympiques :
    - Médaille de bronze : 2000.

  - Championnat d'Europe :
    - Troisième : 1999